# Phthiracarus inacessus
Phthiracarus inacessus är en kvalsterart som beskrevs av Wojciech Niedbała 1998. Phthiracarus inacessus ingår i släktet Phthiracarus och familjen Phthiracaridae. Inga underarter finns listade i Catalogue of Life.